# Gemeindeverwaltungsverband Rosenstein
Gemeindeverwaltungsverband Rosenstein – związek gmin w Niemczech, w kraju związkowym Badenia-Wirtembergia, w rejencji Stuttgart, w regionie Ostwürttemberg, w powiecie Ostalb. Siedziba związku znajduje się w mieście Heubach, przewodniczącym jego jest Klaus Maier.
Związek zrzesza jedno miasto i cztery gminy wiejskie:
- Bartholomä, 2125 mieszkańców, 20,75 km²
- Böbingen an der Rems, 4614 mieszkańców, 12,23 km²
- Heubach, miasto, 10 028 mieszkańców, 25,81 km²
- Heuchlingen, 1840 mieszkańców, 9,04 km²
- Mögglingen, 4165 mieszkańców, 10,27 km²